# Roman Luzyschyn
Roman Luzyschyn, auch Roman Lutsyshyn oder Roman Luzischin, (ukrainisch Роман Луцишин; * 13. November 1994) ist ein ehemaliger ukrainischer Bahnradsportler.
2013 belegte Roman Luzyschyn bei den Bahn-Weltmeisterschaften gemeinsam mit Michailo Radjonow Platz fünf im Zweier-Mannschaftsfahren. Im selben Jahr wurde er ukrainischer Meister im Omnium. Bei Läufen des Bahnrad-Weltcups 2013/14 wurde er jeweils Dritter, in Aguascalientes im Scratch und in Guadalajara im Punktefahren. Damit gewann er die Gesamtwertung der Saison im Punktefahren und ist damit der erste Ukrainer, dem es gelang, eine Gesamtwertung einer Disziplin bei einem Bahnrad-Weltcup zu gewinnen.

## Erfolge
2013
- Ukrainischer Meister – Omnium